# Xã Jefferson, Quận Ouachita, Arkansas
Xã Jefferson (tiếng Anh: Jefferson Township) là một xã thuộc quận Ouachita, tiểu bang Arkansas, Hoa Kỳ. Năm 2010, dân số của xã này là 212 người.